# Veljko Mršić
Veljko Mršić (Split, 13. travnja 1971.), bivši hrvatski košarkaš, reprezentativac i trener. Aktualni je trener Splita i bivši izbornik hrvatske košarkaške reprezentacije. Mršić je nastupao za jugoslavensku i hrvatsku reprezentaciju.

## Igračka karijera
Karijeru je započeo u Čapljini, a nastavio u Ciboni zaigravši za seniorsku momčad u sezoni 1989./90. Za Cibonu je nastupao pet sezona, a potom potpisuje za turski klub Nesas. Iste sezone zaigrao je za litavski Žalgiris.
U sezoni 1997./98. nakratko se vratio u Zagreb, da bi sljedeće sezone nastupao za talijanski Varese. Igrao je i tri sezone za Unicaju iz Malage, gdje je bio jedan od ponajboljih igrača u ACB ligi.
U sezoni 2002./03. potpisao je za grčki Olympiacos, ali se već nakon nekoliko mjeseci preselio u Španjolsku gdje je potpisao za Gironu. Iste sezone potpisao je za Milano. Sljedeće sezone promijenio je tri kluba: španjolsku Granadu, Split i turski Fenerbahçe.

## Trenerska karijera
Po završetku igračke, Mršić je trenersku karijeru započeo 2006. godine u ulozi trenera Splita. Godinu dana kasnije preuzeo je ekipu Varesea, nakon kojeg sjeda na klupu Cibone.
Na poziv Jasmina Repeše, Mršić postaje njegov pomoćnik u Cedeviti 2013. godine. Pred kraj sezone 2015./16. postavljen je za glavnog trenera Cedevite, naslijedivši Repešu, koji je klupu kluba napustio iz zdravstvenih razloga. Mršić odlazi iz Cedevite nakon završetka sezone 2016./17., a potom jednu sezonu vodi Bilbao Basket. Dne 25. listopada 2018. godine postaje sportski direktor Cedevite, a koju poziciju napušta 2. svibnja 2019. godine, kada je imenovan nasljednikom Dražena Anzulovića na mjestu izbornika Hrvatske košarkaške reprezentacije.
Dne 20. lipnja 2020., Mršić preuzima klupu Zadra.

## Trofeji
- Prva hrvatska košarkaška liga (Cibona): 1991./92., 1992./93., 1993./94., 1994./95., 1997./98.
- Talijansko prvenstvo (Varese): 1998./99.
- Kup Radivoja Koraća (Unicaja): 2000./01.
- Kup Krešimira Ćosića (Split): 2003./04., 2024./25.